# Лесное (Актюбинская область)
Лесное́ (каз. Лесное) — бывшее село в Актюбинской области Казахстана. Находилось в подчинении городской администрации Актобе. Входило в состав Нового сельского округа. Исключено из учетных данных в 1990-е годы.

## Население
В 1989 году население села составляло 126 человек. Национальный состав: казахи — 76 %.